# Die Höhlenkinder (Romanreihe)
Die Höhlenkinder ist eine Jugendbuch-Trilogie des böhmischen Schriftstellers Alois Tlučhoř, die er unter dem Pseudonym Alois Theodor Sonnleitner schrieb. Sie besteht aus den Bänden Die Höhlenkinder im Heimlichen Grund (1918), Die Höhlenkinder im Pfahlbau (1919) und Die Höhlenkinder im Steinhaus (1920).

## Handlung
Die dreiteilige Erzählung beginnt 1683, nach dem Dreißigjährigen Krieg. Das dreijährige Waisenkind Eva lebt bei seiner Großmutter, der „Ahnl“, im Stodertal nördlich des Toten Gebirges. Nach einem Unwetter wird diese der Hexerei verdächtigt und flieht mit dem Mädchen auf den Schultern zu ihrem Bruder Hans, der sein Leben als Köhler im Wald, in einem Seitengraben des Eisacktals fristet. Erneut wird sie als Hexe angeklagt. Der Großonkel (im Buch „Ähnl“ genannt) kennt einen versteckten Platz, zu dem man nur durch eine gefährliche Klamm Zutritt hat und der deswegen von den Menschen gemieden wird, den „Heimlichen Grund“. Dorthin flieht sie allein für einige Monate. Als sie zum Bruder zurückkehrt, bringt sie den unterwegs aufgelesenen Waisenknaben Peter mit, der etwa zwei bis drei Jahre älter ist als Eva und sich mit dieser anfreundet. Die beiden müssen den Pflegeeltern bei der täglichen Arbeit helfen, in Haus und Stall, beim Hüten der Ziegen, beim Sammeln von Beeren, Pilzen und essbaren Wurzeln.
Als sie zehn bzw. dreizehn Jahre alt sind, wird die „Ahnl“ ein drittes Mal als Hexe verdächtigt, und nun fliehen alle vier vor den Häschern der Meraner Gerichtsbarkeit in den „Heimlichen Grund“. Der Ähnl wird beim nächtlichen Anstieg durch die Klamm von einer Steinlawine begraben; die Ähnl stirbt wenig später an Erschöpfung. Ohne jegliches Werkzeug, von der Außenwelt völlig abgeschnitten und ganz auf sich selbst gestellt, sind die Kinder gezwungen, ihr Leben nach Art der Urmenschen zu fristen.
Ihr vorläufiger Unterschlupf ist eine Höhle, ein von einem Blitzschlag getroffener Baum spendet ihnen das erste Feuer. Einige Jahre später gibt es ein extremes Tauwetter, und die Wohnhöhle wird überflutet. Sie ziehen zunächst in eine Erdhütte und dann in Pfahlbauten um. Schließlich räuchert Peter eine Bärenhöhle aus, um so die Bären zu töten, die dort wohnen. Vor der Höhle baut er ein Steinhaus auf der sonnigen Leiten, von der der Autor sein Pseudonym ableitet. 
Erst als sie volljährig sind, versprechen sie einander in einer Art Ahnenkult-Zeremonie die Ehe. Die Schwangerschaft seiner Eva bemerkt Peter erst, als er von der Jagd ins Steinhaus heimkommt und sie den Sohn Hans geboren hat. Dieser findet schließlich, als er erwachsen ist, einen Weg aus dem Heimlichen Grund und eine Frau. Die Geschichte der Menschheit geht weiter.

## Verfilmung
1962 verfilmte der deutsche Regisseur Peter Podehl die Romane unter dem Titel Die Höhlenkinder für den Westdeutschen Rundfunk (WDR) als zwölfteilige Fernsehserie in Schwarz-Weiß. Die ersten beiden Folgen wurden nacheinander am 15. November 1962 ausgestrahlt. Die Filmhandlung verlegte er dabei vom späten 17. Jahrhundert in den Zweiten Weltkrieg. Götz Burger spielte den Peter, Claudia Podehl die Eva, Eric Jelde den Großvater; Gernot Duda spielte einen Partisanenführer und Peter Brand einen Feldwebel.
1982 verfilmte der italienische Regisseur Marcello Aliprandi die Geschichten erneut als zehnteilige Serie unter dem Titel I Ragazzi della valle misteriosa, die im Deutschen wieder als Die Höhlenkinder betitelt wurde. Sie liefen erstmals am 3. Januar 1985 im ZDF. Veronica Logan spielte die Eva und Kim Rossi Stuart den Pietro.

## Ausgaben
Die Erstausgabe 1918/1920 wurde mehrfach ungekürzt und in bearbeiteten Fassungen aufgelegt, zum bisher letzten Mal 2015 im Belle Epoque Verlag, Berlin.
- Die Höhlenkinder. Im Heimlichen Grund/Im Pfahlbau/Im Steinhaus. Illustriert durch Fritz Jaeger und Ludwig Huldribusch. 64. Aufl. Kosmos Verlag, Stuttgart 2004. ISBN 3-440-10117-7
- Die Höhlenkinder – Die vollständige Trilogie. Fair Price Classics 2010. Kindle-Ausgabe